# Zemgor
Le Zemgor (en russe : Объединённый комитет Земского союза и Союза городов, littéralement : Comité unifié de l'Union des zemstvos et de l'Union des villes) était une organisation russe créée en 1915 pour aider le gouvernement russe dans ses efforts pendant la Première Guerre mondiale. Le premier président du Comité était le prince Gueorgui Lvov, un représentant du Parti constitutionnel démocratique. L'organisation est dissoute par les bolcheviks en 1919.

## Le Zemgor en exil (1921)
Après sa dissolution en Russie, un certain nombre d'anciens fonctionnaires émigrés décident de rétablir l'organisation sous le même nom abrégé, Zemgor, et en 1921 elle est officiellement enregistrée à Paris comme organisation d'aide aux émigrés russes. Ses noms officiels étaient Российский Земско-городской комитет помощи российским гражданам за границей en russe et Comité des zemstvos et municipalités russes de secours des citoyens russes à l'étranger en français. Le premier président de l'organisation parisienne est Georgy Lvov,, puis Aleksandr Konovalov (ru) et Nikolaï Avksentiev (ru). Au début des années 1920, le Zemgor est reconnu comme la principale organisation d'aide sociale aux émigrés russes.